# Йорданія на Чемпіонаті світу з водних видів спорту 2015
Йорданія взяла участь у Чемпіонаті світу з водних видів спорту 2015, який пройшов у Казані (Росія) від 24 липня до 9 серпня.

## Плавання
Йорданські плавці виконали кваліфікаційні нормативи в дисциплінах, які наведено в таблиці (не більш як 2 плавці на одну дисципліну за часом нормативу A, і не більш як 1 плавець на одну дисципліну за часом нормативу B):
Чоловіки
| Спортсмен       | Дисципліна           | Попередній заплив | Попередній заплив | Півфінал        | Півфінал        | Фінал           | Фінал           |
| Спортсмен       | Дисципліна           | Час               | Місце             | Час             | Місце           | Час             | Місце           |
| --------------- | -------------------- | ----------------- | ----------------- | --------------- | --------------- | --------------- | --------------- |
| Хадер Баклах    | 200 м вільним стилем | 1:51.67           | 52                | Завершив виступ | Завершив виступ | Завершив виступ | Завершив виступ |
| Хадер Баклах    | 400 м вільним стилем | 3:58.71           | 52                | Н/Д             | Н/Д             | Завершив виступ | Завершив виступ |
| Мохаммед Бедоур | 100 м вільним стилем | 53.53             | 83                | Завершив виступ | Завершив виступ | Завершив виступ | Завершив виступ |
| Мохаммед Бедоур | 100 м на спині       | 1:02.33           | 61                | Завершив виступ | Завершив виступ | Завершив виступ | Завершив виступ |
| Назіх Незаєк    | 50 м брасом          | 29.96             | 54                | Завершив виступ | Завершив виступ | Завершив виступ | Завершив виступ |
| Назіх Незаєк    | 100 м брасом         | 1:08.22           | 67                | Завершив виступ | Завершив виступ | Завершив виступ | Завершив виступ |

Жінки
| Спортсменка   | Дисципліна           | Попередній заплив | Попередній заплив | Півфінал         | Півфінал         | Фінал            | Фінал            |
| Спортсменка   | Дисципліна           | Час               | Місце             | Час              | Місце            | Час              | Місце            |
| ------------- | -------------------- | ----------------- | ----------------- | ---------------- | ---------------- | ---------------- | ---------------- |
| Таліта Баклах | 50 м вільним стилем  | DSQ               | DSQ               | Завершила виступ | Завершила виступ | Завершила виступ | Завершила виступ |
| Таліта Баклах | 100 м батерфляєм     | 1:04.23           | 51                | Завершила виступ | Завершила виступ | Завершила виступ | Завершила виступ |
| Рахаф Бакле   | 100 м вільним стилем | 1:00.81           | 73                | Завершила виступ | Завершила виступ | Завершила виступ | Завершила виступ |
| Рахаф Бакле   | 50 м на спині        | 33.67             | 47                | Завершила виступ | Завершила виступ | Завершила виступ | Завершила виступ |
| Лідія Муслех  | 200 м вільним стилем | 2:09.74           | 56                | Завершила виступ | Завершила виступ | Завершила виступ | Завершила виступ |
| Лідія Муслех  | 200 м комплексом     | 2:27.94           | 38                | Завершила виступ | Завершила виступ | Завершила виступ | Завершила виступ |

Змішаний
| Спортсмени                                              | Дисципліна                           | Попередній заплив | Попередній заплив | Фінал            | Фінал            |
| Спортсмени                                              | Дисципліна                           | Час               | Місце             | Час              | Місце            |
| ------------------------------------------------------- | ------------------------------------ | ----------------- | ----------------- | ---------------- | ---------------- |
| Хадер Баклах Мохаммед Бедоур Рахаф Бакле Таліта Баклах  | естафета 4x100 метрів вільним стилем | 3:47.34           | 21                | Завершили виступ | Завершили виступ |
| Мохаммед Бедоур Лідія Муслех Хадер Баклах Таліта Баклах | естафета 4x100 метрів комплексом     | 4:19.71           | 23                | Завершили виступ | Завершили виступ |